# الفوجيون

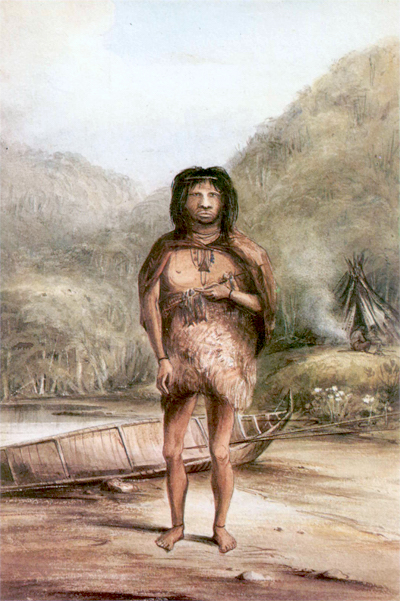
صورة لأحد الفوجيين (من المحتمل من الياغانا) من طرف فنان السفن كونار مارتنز أثناء الرحلة الثانية لأرض النار.

الفوجيون هم الهنود القاطنة في أرض النار، في الطرف الجنوبي لأمريكا الجنوبية. في الأصل تسمية الفوجيون تعود عند الإنجليز على شعب الياغان الساكن أرض النار. بالإسبانية تسمية فوجينو تدل على أي شخص من الأرخبيل.
الهنود الفوجيون ينتمون لعدة قبائل منها الأونا (سالك نام)، الهاوش (مانيك إنك)، الياغان (يامانا)، ألاكالوف (كاويسقار)؛ كل هذه القبائل ماعدا سالك نام تسكن في مناطق شاطئية. قبائل الياغان وألاكالوف انتقلوا بواسطة قارب الكانو فيما بين جزُر الأرخبيل، بينما قبيلة الهاوش لم تفعل ذلك. قبيلة سالك نام عاشت داخل جزيرة أرض النار وعاشوا على اصطياد الغوناق. تكلم الفوجيون لغات مختلفة عديدة؛ تعتبر كلّ من لغة الكاويسقار ولغة الياغانا لغات معزولة، بينما تكلم السالك نام لغة الشون مثل التيهولشيين على البر الرئيسي.
التشيليون والأرجنتينيون من أصول أوروبية؛ درسوا وغزوا واستوطنوا تلك الجزُر في منتصف القرن 19. وجلبوا معهم الأمراض مثل الحصبة والجدري حيث لم يكن للفوجيين مناعة ضدها.
اجتاحت الفوجيين الأمراض وتناقصت أعدادهم من ألوف متعددة في القرن 19 إلى بعض المئات في القرن العشرين.